# Rómulo Gallegos
Rómulo Gallegos, född 2 augusti 1884 i Caracas, död 5 april 1969, var en författare från Venezuela.
Gallegos utbildade sig till lärare. Han valdes till Venezuelas president 1948 vilket han var under nio månader innan han avsattes i en militärkupp. Han levde sedan i Mexiko till 1958 då han återvände till Caracas. Ett av Latinamerikas mest prestigefyllda litterära pris, Premio Rómulo Gallegos, är instiftat i hans namn.
Gallegos författarskap utmärkes av skarp iakttagelse och episk kraft. Hans stil kännetecknas av realism genomvävd av poesi. I Doña Bárbara skildrar han kampen mellan civilisation och barbari. Efter publiceringen av den romanen tvingades han lämna landet och bodde då i Spanien några år. I Den onda anden skildras Sydamerikas myter.